# صياغة تخريمية

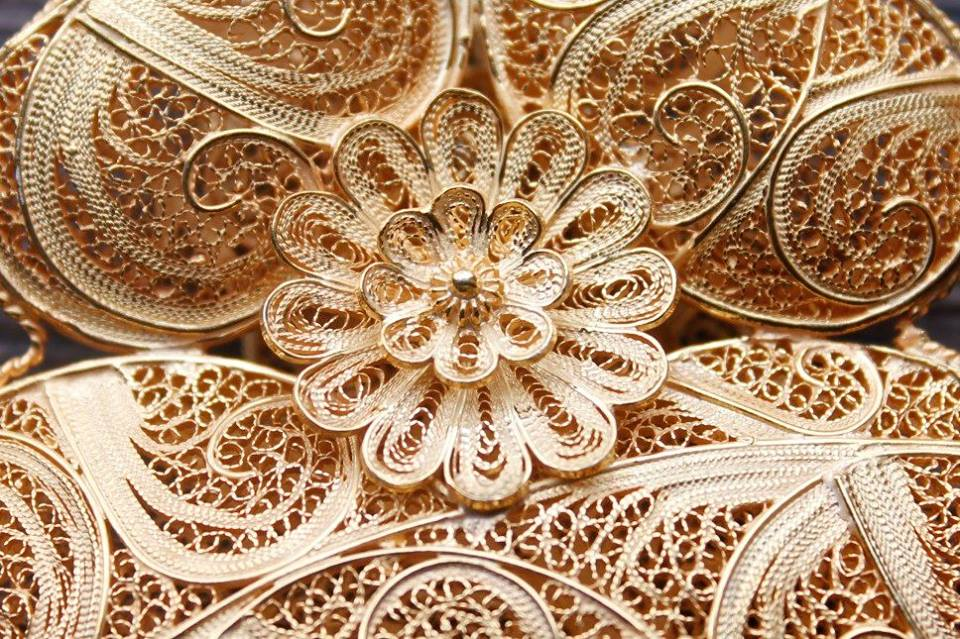
عمل ذهب مخرم معقد من البرتغال

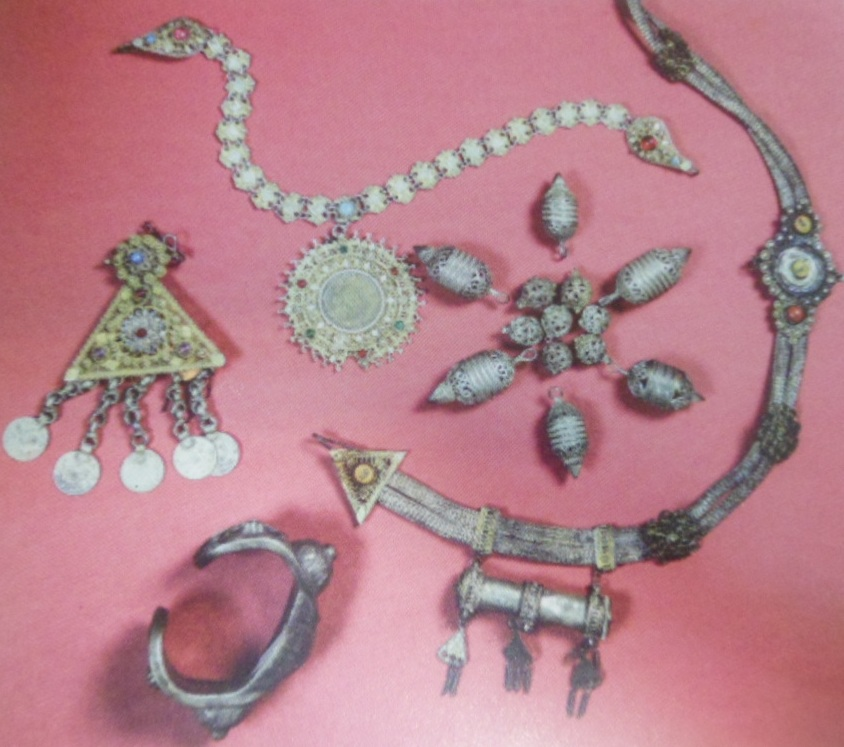
مجوهرات فضية ألبانية من القرنين التاسع عشر والعشرين

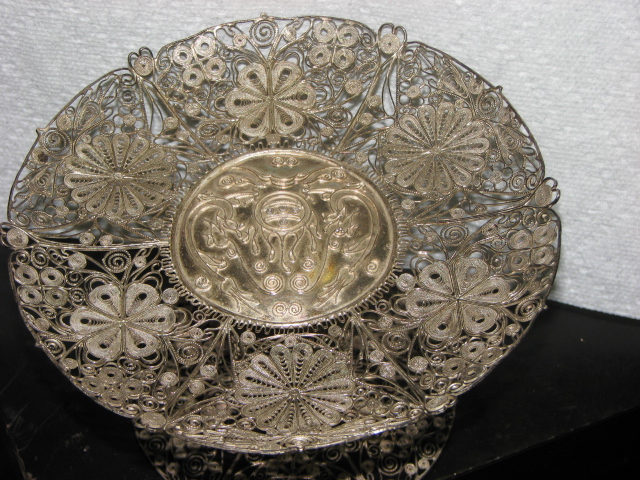
طبق الإسترليني، صياغة تخريمي

الصياغة التخريمية هو شكل من أشكال الأعمال المعدنية المعقدة المستخدمة في المجوهرات والأشكال الصغيرة الأخرى من صنع الأدوات المعدنية. التخريمية في المجوهرات والتي يغلب أن تكون من الذهب والفضة تكون بصناعة خرز صغيرة أو خيوط ملتوية أو كليهما معًا ملحومة معًا أو على سطح جسم من نفس المعدن ومرتبة بزخارف فنية.